# Ministère de la Culture (Azerbaïdjan)
 (octobre 2023).
Pour les articles homonymes, voir Ministère de la Culture.
Le ministère de la Culture de la république d'Azerbaïdjan (en azerbaïdjanais : Azərbaycan Respublikasının Mədəniyyət Nazirliyi) est une agence gouvernementale du gouvernement de l'Azerbaïdjan chargée de réglementer les activités et de promouvoir la culture azerbaïdjanaise. Le ministère est dirigé par Adil Karimli.

## Histoire
Le ministère a été créé en mai 1953 dans un but de préservation, de développement et de promotion de la richesse de la culture et des arts azerbaïdjanais. L'agence a notamment mis en œuvre des programmes et des projets culturels locaux et internationaux et a organisé des événements dans différents pays. Les objectifs étaient de préserver et de protéger les monuments historiques et les biens immobiliers, leur rénovation et leur utilisation, la modernisation des bibliothèques et des musées, la protection et la promotion du folklore azerbaïdjanais, le développement des clubs culturels, des centres de villégiature et des parcs, la revitalisation du tourisme, le développement du théâtre, de la musique et des autres arts, revitalisation du cinéma et des publications littéraires, etc.
Le 28 juillet 2022, par décret du président de l'Azerbaïdjan, le Musée national de l'histoire de l'Azerbaïdjan de l'ANSA, le Musée de la littérature azerbaïdjanaise Nizami Gandjavi et Maison-musée de Huseyn Djavid ainsi que leurs biens, ont été transférés à la subordination du ministère de la Culture d'Azerbaïdjan.

## Informations générales
Le ministère situé dans la capitale du pays, Bakou, est principalement financé par le budget de l'État. Le statut du ministère approuvé par le président détermine les orientations principales, les tâches, les droits et l'organisation de l'activité de cet organe de l'État.
Le ministère mène des programmes culturels internationaux avec les pays européens, asiatiques et islamiques, les États-Unis et l'Amérique latine, conformément aux accords interétatiques du ministère. En même temps, il promeut la culture de l'Azerbaïdjan à travers l'ONU, le GUAM, l'Organisation de coopération économique de la mer Noire, l'Union européenne, l'Organisation de la conférence islamique, l'UNESCO, l'Organisation mondiale du tourisme, TURKSOY, l'ISESCO et d'autres organisations internationales, ainsi que la promotion des valeurs culturelles du monde en Azerbaïdjan, réalisent d'importants programmes sur le terrain.
Les institutions relevant du ministère de la Culture et du Tourisme de l'Azerbaïdjan comprennent 28 théâtres, 6 308 monuments historiques et culturels, 1 cirque et 12 centres de concert, 3 985 bibliothèques, 2708 clubs, 189 musées (avec des succursales), 234 écoles de musique pour enfants, écoles d'art et de peinture, 33 galeries d’art et salles d’exposition, 21 réserves d’État, 60 parcs culturels et de loisirs, 1 zoo, un centre scientifique et méthodologique pour la culture, 4 centres de loisirs, 6 organisations économiques, 7 studios de production cinématographique, 134 cinémas de villes et de districts, journal (Culture), deux magazines ("Culturel-éducatif" et "Fenêtre"), Institut d'État du tourisme, École de chorégraphie de Bakou, Centre de développement du personnel culturel, Collège du tourisme de Mingatchevir, Centre culinaire national, 62 villes et départements de la culture et du tourisme, ministère de la Culture et du Tourisme de la république autonome de Nakhitchevan, Bakou, Gandja, départements du tourisme de Sumgayit, centre équestre de Cheki, centre d'information touristique de Bakou, camp pour enfants de Lankaran.

## Organisation
Le ministère est dirigé par le ministre avec trois sous-ministres. Les principales fonctions du ministère sont la mise en œuvre des politiques nationales dans le secteur du tourisme et la promotion de la culture azerbaïdjanaise, la formulation et la mise en œuvre de stratégies et de programmes à court, moyens et longs termes, le renforcement des activités du secteur culturel chez les jeunes, la création de conditions pour chaque citoyen à contribuer au développement culturel en Azerbaïdjan, augmenter la production de films azerbaïdjanais, etc.

## Fonctions du ministère
La tâche principale du ministère est de protéger la culture azerbaïdjanaise. Il préserve tout le patrimoine culturel, y compris la culture ancienne et moderne, et les développe. Il remplit différents programmes culturels, conçoit des projets couvrant toutes les sphères de la culture, contribue à la politique culturelle de l'État, compile et contrôle les activités des institutions culturelles relevant du ministère.
Les tâches du ministère sont les suivantes:
- Appliquer la réglementation normative relative à sa compétence par une législation dans le domaine concerné ;
- Assurer la mise en œuvre des programmes de l'État et développer des concepts relevant de leur compétence ;
- Coordonner les activités des autres autorités exécutives dans le domaine concerné, ainsi que les activités des organes et associations concernés ;
- Protéger les droits et libertés de l'homme et du citoyen liés à leurs activités et prévenir leur violation ;
- Assurer l'application des réalisations scientifiques et techniques dans le domaine concerné, en tenant compte des pratiques internationales ;
- Prendre les mesures nécessaires pour protéger les secrets d'État et le régime de confidentialité, ainsi que prendre les mesures de protection appropriées dans le cadre de leurs activités ;
- Prendre des mesures en vue de la restauration, de la protection, du développement et de la promotion du patrimoine culturel de l’Azerbaïdjan ;
- Assurer la formation du personnel dans le domaine concerné et former des spécialistes
- Prendre des mesures pour améliorer la structure et la performance du ministère ;
- Soutenir le développement professionnel de personnes talentueuses ;
- Soutenir la participation d'organisations internationales, de municipalités, de personnes physiques et morales, y compris d'organisations à but non lucratif, à des activités culturelles ;
- Déterminer la procédure d'enregistrement et de stockage des objets et des collections de musée compris dans le fonds de musée de la république d'Azerbaïdjan ;
- Acquisition, protection, promotion et démonstration de matériels de culture et d'échantillons de publications pour enrichir et emballer les fonds de musées, de bibliothèques, de galeries d'art et de salles d'exposition appartenant à l'État
- Réaliser l'attraction d'installations culturelles spéciales (à l'exception des ressources culturelles immobilières) sur les sites du patrimoine culturel national ;
- Tenir une liste des biens culturels protégés (à l'exclusion des ressources culturelles immobilières) ;
- S'assurer que la liste des biens culturels protégés est affichée sur son site web officiel et régulièrement mise à jour et publiée dans des publications officielles.

## Droits du ministère
Le ministère de la Culture de la république d'Azerbaïdjan a le droit d’élaborer un ou plusieurs projets de loi relatifs au domaine concerné ou de participer à leur préparation ; prendre une initiative pour soutenir les accords internationaux pertinents de l'Azerbaïdjan. Il peut également demander aux autorités locales et locales, aux personnes physiques et aux personnes morales des informations pertinentes (documents), coopérer avec les organisations internationales compétentes, les organismes publics compétents (agences) d'États étrangers conformément à la législation, afin d'étudier l'expérience pertinente d'États étrangers. Analyser les domaines pertinents, faire des suggestions, prendre des mesures pour former des spécialistes et améliorer leurs qualifications dans ce domaine, en faisant appel à des experts indépendants et à des spécialistes du champ des fonds destinés à cette fin, dans les conditions prévues par la loi, en approuvant les directives personnes morales dans les cas spécifiés par la législation, prenant des mesures pour amener les personnes morales et physiques à répondre de la manière prescrite par la loi de la violation des règles de protection des monuments historiques et culturels dans les cas et de la manière prescrite par la législation et assurer le suivi dans le domaine concerné sont également les droits du ministère. 